# Minstroom
De Minstroom, vroeger Meentstroom naar de plaatselijke meent of gemeenschappelijke weide, is een riviertje in Utrecht, dat vroeger in de Kromme Rijn stroomde..
Het loopt van de Zilveren Schaats naar de Stadsbuitengracht waarin deze uitkomt, ter hoogte van het Hiëronymushuis.
In de Middeleeuwen liep de Minstroom door een gebied (de huidige buurten Abstede en Oudwijk) nabij de stad Utrecht met tuinders die voedsel leverden aan de stad Utrecht. Langs de Minstroom lagen diverse boerderijen, waarvan er enkele aan de Zonstraat bewaard gebleven zijn. Hier is het karakter van de bebouwing ook nog landelijk. Meer stroomopwaarts, zoals langs de Rembrandtkade, is de bebouwing veel stedelijker, met mooie voorbeelden van de Amsterdamse School op de nummers 52 t/m 66. Noemenswaardig is verder het huis aan de Waldeck Pyrmontkade 20 dat door de architect Gerrit Rietveld is ontworpen.
Tegenwoordig vormt deze stroom de begrenzing tussen Oudwijk-Zuid en Abstede. Een van de verbindingstraten is vernoemd naar het riviertje: de Minstraat. Deze straat verbindt de Zonstraat met de Abstederdijk.

## Bruggen
Meerdere bruggen overspannen de Minstroom. Tot de bruggen die een monument zijn behoren de Julianabrug, de Marksbrug en de Minbrug; alle drie tussen omstreeks 1900 en 1925 gebouwd. Omstreeks 2013 zijn diverse bruggen over de Minstroom, waaronder deze drie, gerenoveerd. 

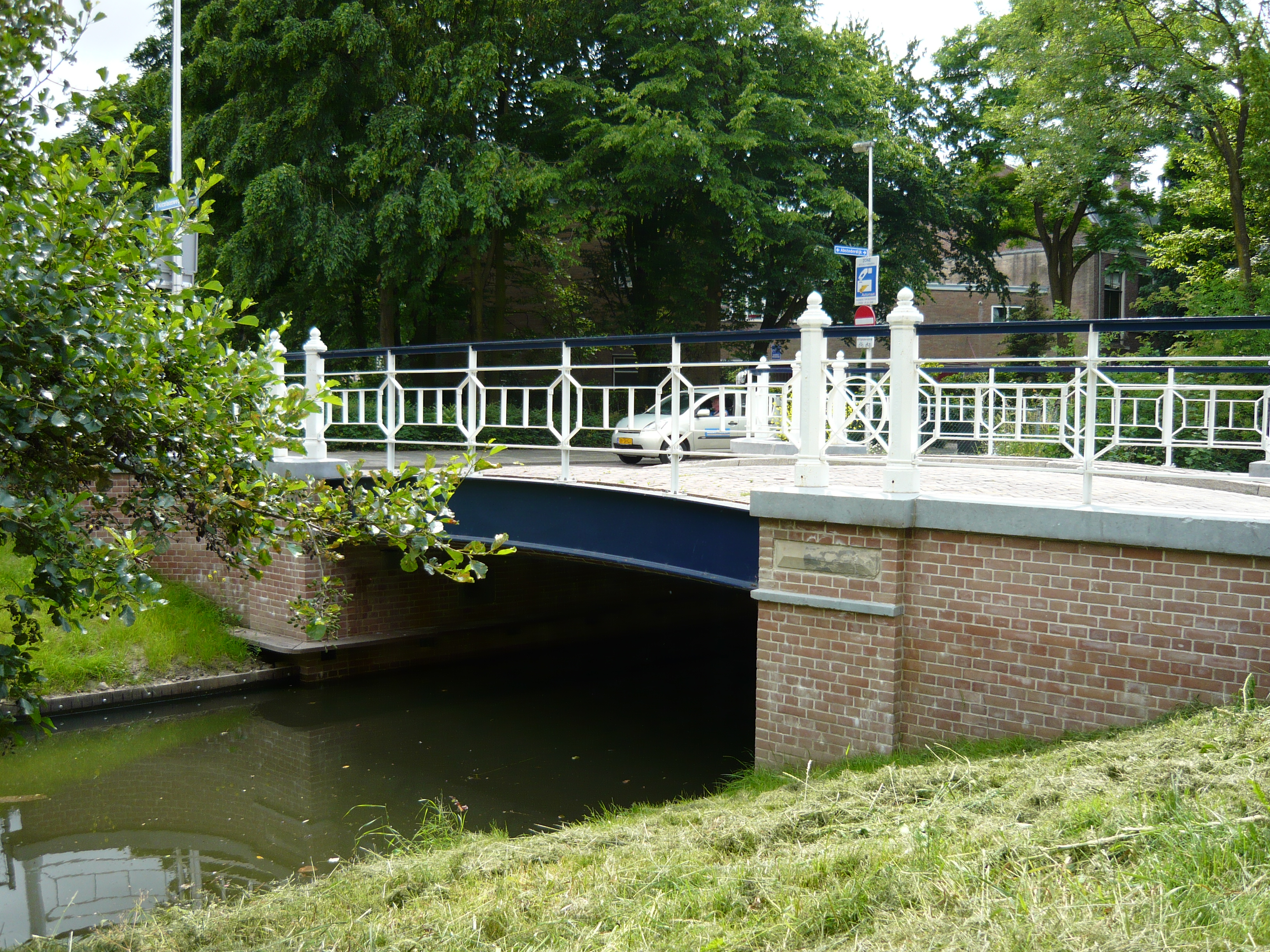
De Marksbrug over de Minstroom

Centrum: Drift · Kromme Nieuwegracht · Nieuwegracht · Oudegracht · Plompetorengracht · Stadsbuitengracht

Overig: Achtkantemolenvliet · Alendorperwetering · Amsterdam-Rijnkanaal · Biltsche Grift · Blekersgracht · Bijleveld · Haarrijn · Heicop · Heren- of Moesgracht · Jutfase Wetering . Keulse Vaart · Koekoeksvaart · Kromme Rijn · Kruisvaart/Bloemgracht · Lange Vliet · Leidse Rijn · Liesveldse Wetering · Maria- of Kruisvaartdwarsgracht · Merwedekanaal · Middelwetering (Heicop) · Middelwetering (Vleuterweide) . Minstroom · Noorderstroom · Oosterstroom · Otterstroom · Oude Rijn · Oude Wetering . Reijerscopse Wetering . Rijn . Uraniumkanaal · Vaartsche Rijn · Vecht · Vikingrijn · Vleutense Wetering · Westerstroom · IJlandsche Wetering · IJsselwetering . Zwarte Water